# 6865 Dunkerley
A 6865 Dunkerley (ideiglenes jelöléssel 1991 TE2) a Naprendszer kisbolygóövében található aszteroida. Kusida Josio és Muramacu Oszamu fedezte fel 1991. október 2-án.